# Барбара Джонс
Барбара Перл Джонс (англ. Barbara Pearl Jones; нар. 26 березня 1937) — американська легкоатлетка, яка спеціалізувалася в бігу на короткі дистанції.

## Із життєпису
Дворазова олімпійська чемпіонка в естафеті 4×100 метрів (1952, 1960).
Дворазова чемпіонка Панамериканських ігор в естафеті 4×100 метрів (1955, 1959).
Чемпіонка Панамериканських ігор в бігу на 100 метрів (1955).
Срібна призерка Панамериканських ігор в бігу на 60 метрів (1959).
Чемпіонка США у бігу на 60 ярдів (1957, 1958), 100 метрів (1953, 1954) та 100 ярдів (1957).
Ексрекордсменка світу в естафеті 4×100 метрів.

## Основні міжнародні виступи
| Рік  | Змагання             | Місто     | Місце | Дисципліна | Примітки         |
| ---- | -------------------- | --------- | ----- | ---------- | ---------------- |
| 1952 | Олімпійські ігри     | Гельсінкі | 1     | 4×100 м    | Відео на YouTube |
| 1955 | Панамериканські ігри | Мехіко    | 1     | 100 м      |                  |
| 1955 | 1                    | 4×100 м   |       |            |                  |
| 1959 | Панамериканські ігри | Чикаго    | 2     | 60 м       |                  |
| 1959 | 1                    | 4×100 м   |       |            |                  |
| 1960 | Олімпійські ігри     | Рим       | 2пф4  | 100 м      |                  |
| 1960 | 1                    | 4×100 м   |       |            |                  |